# 17 км
17 км (рос. 17 км) — селище у складі Оренбурзького району Оренбурзької області, Росія.
Стара назва — 1501 км.

## Населення
Населення — 61 особа (2010; 18 у 2002).
Національний склад (станом на 2002 рік):
- росіяни — 100 %